# NGC 7215
NGC 7215 (другие обозначения — PGC 68127, ZWG 377.31) — линзообразная галактика (S0) в созвездии Водолей.
Этот объект входит в число перечисленных в оригинальной редакции «Нового общего каталога».